# Carolus (aardappel)
Carolus is sinds 2011 een biologisch geteelde aardappel die bekend staat om zijn phytophthora- en schurftresistentie. Hij kan gekweekt worden als poot- of consumptieaardappel. De naam verwijst naar de 16e-eeuwse botanicus Carolus Clusius.
De aardappel is ontwikkeld door Agrico door middel van kruisingsveredeling. Met een wilde aardappel uit Zuid-Amerika als basis en het gebruik van diverse Britse aardappelrassen, werd een aardappel ontwikkeld die voldoende resistent was tegen phytophthora.
Carolus is een kruimige tot bloemige aardappel met een gele schil en rode ogen, en is na de oogst lang houdbaar. Carolus wordt door zijn betere resistentie en hoge opbrengst, ook in droge jaren, gezien als opvolger van de Agria, en is geschikt voor friet en als tafelaardappel. Na het poten in de maand april, kan geoogst worden in de periode augustus-september.
In 2017 werd een kistje Carolusaardappels naar het Koninklijk Huis gestuurd. Na Koningsdag 2013 is het in de Noordoostpolder traditie om elk jaar een kist aardappelen aan te bieden.